# Джефф Кунс
Джефф Кунс (англ. Jeff Koons, нар. 21 січня 1955, Йорк, Пенсільванія, США) — американський художник. Відомий своєю пристрастю до кітчу, особливо в скульптурі. Його роботи входять у число найдорожчих творів сучасних художників.

## Біографія
Джефф Кунс народився в Йорку, Пенсільванія. Будучи підлітком, захоплювався Сальвадором Далі. Джефф Кунс відвідував школу при Художньому інституті Чикаго і Мерилендський художній коледж.
Після коледжу Кунс працював брокером на Волл-стріт. Він отримав визнання у 1980-х роках, після чого створив студію-завод у Сохо (Нью-Йорк). Він очолив штат з більш ніж 30 співробітників, кожен з яких відповідав за окремі аспекти його роботи (простежується явний зв'язок з «Фабрикою» Енді Уорхола).
Зараз художник є президентом корпорації Jeff Koons LLC зі штаб-квартирою в Нью-Йорку і 135 співробітниками. Фактично це фабрика по виробництву предметів сучасного мистецтва — Кунс створює образи і моделі на комп'ютері, а колектив працює над їх втіленням у матеріалі.

## Творчість
Творчість Кунса класифікують як неопоп або постпоп, напрями, що виникли в 80-ті роки як реакція на концептуалізм і мінімалізм.
Ранні роботи Кунса — концептуальна скульптура, одна з найбільш відомих — «Три м'ячі 50/50 Бак», 1985 року, яка складалася з трьох баскетбольних м'ячів, які плавають у воді, що заповнювала прозору ємність наполовину.
У 1990-ті роки Джефф Кунс створив серію величезних скульптур зі сталі, що імітували іграшки з довгастих повітряних кульок. Гра в такі кульки, як говорив Кунс, в дитячі роки справила на нього враження. Серія «Банальність», кульмінацією якої стало створення у 1988 році позолоченою скульптури Майкла Джексона («Michael Jackson and Bubbles») в натуральну величину. Три роки потому, вона була продана на аукціоні sotheby's в Нью-Йорку за більш ніж п'ять мільйонів доларів.

### Шлюб із Чіччоліною
У 1991 році Джефф Кунс одружився з італійською порнозіркою Ілоною Шталлер, більше відомою під ім'ям Чиччоліна. У 1992 році у пари народився син Людвіг, незабаром після цього шлюб розпався. Гучну славу художнику принесли скульптури серії «Зроблено на небесах», що зображують у різних позах його заняття любов'ю з колишньою дружиною.

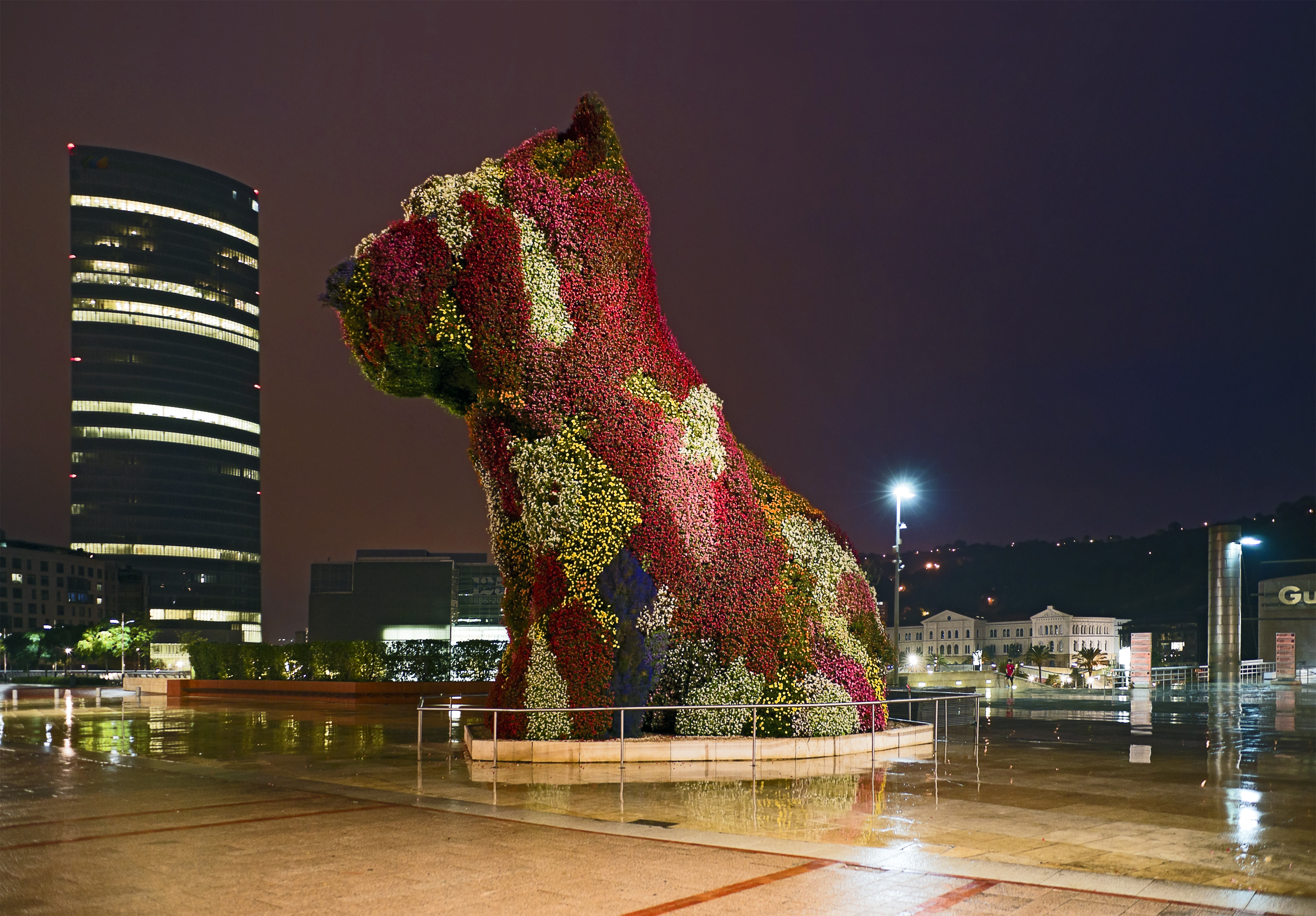
Скульптура цуценяти в Більбао

### «Щеня»
У 1992 році Кунс був запрошений створити скульптуру для виставки в Німеччині. Результатом стало «Щеня», 13-метрова скульптура тер'єра, прикрашена квітами. У 1995 році скульптура була демонтована і заново встановлена в Музеї сучасного мистецтва в Sydney Harbour. У 1997 році фігура була придбана Фондом Соломона Р. Гуггенхайма і встановлена на терасі Музею Гуггенхайма в Більбао. Три людини, під виглядом садівників, спробували підірвати скульптуру, але були спіймані поліцією. Після установки «Щеня» став однією з визначних пам'яток Більбао. Так, влітку 2000 року ця скульптура була відправлена у Нью-Йорк на тимчасову виставку в Рокфеллер-центрі.

### Балерина, що сидить

У травні 2017 року біля Рокфеллер Центру в Нью-Йорку була виставлена надувна скульптура Кунса — «Балерина, що сидить», за зразком порцелянової роботи 1974 року українського скульптора Оксани Жникруп. Назва роботи в Оксани Жникруп — «Балерина Лєночка на пуфику».

### Останні роботи
Директор Лос-анджелеського музею мистецтва (LACMA) оприлюднив план побудувати перед входом в його будинок 48-метровий кран, на якому буде підвішена копія локомотива 1940-х років. Паровоз, за задумом Джеффа Кунса, буде періодично пихкати і випускати пар, повідомила газета Нью-Йорк таймс. Вартість проєкту та строки його реалізації поки невідомі, але дирекція музею вже отримала підтримку Елі Брода, найбільшого американського колекціонера сучасного мистецтва, чия колекція, зокрема, включає двадцять робіт Кунса. LACMA оголосив, що заплатить за композицію «Поїзд», яка буде готова, як очікується, у 2014 році, $25 млн.
Компанія BMW доручила Кунсу розписати гоночний болід заводської команди для колекції.
Над оформленням обкладинки нового альбому співачки Lady Gaga — Artpop так само працював Джефф Кунс. У центр композиції Кунс помістив реалістичну статую співачки в натуральну величину власного виготовлення. Напис Artpop на обкладинці прикрашає фірмова яскрава надувна куля Кунса. На задньому фоні можна розгледіти колаж з фрагментів Народження Венери Боттічеллі. Леді Гага представила роботу Кунса так: «Я неймовірно рада поділитися з вами тим, що є частиною мого серця, тим, що я глибоко лелію. Ця обкладинка відображає мене як ніщо інше». Співачка також повідомила, що скульптуру Кунса можна буде побачити на вечірці з нагоди виходу альбому. Artpop надійшов у продаж 11 листопада 2013 року.